# Варзеа
Варзеа (порт. Várzea) је тип шумске вегетације у сливу реке Амазон, који је изложен кратком и повременом плављењу. Земљишни покривач ових предела представља густо блато, где успева велики број врста биљака. У овој шумској заједници изражено је 4 до 5 надземних спратова. Доминирају палме (високе и до 60 метара), затим сеиба (гигантско дрво), фикуси и млечике. Ниже спратове заузима какаовац, папрати, банане и бромелије. Међу високим дрвећем расту бројне лијане и орхидеје.